# Giambattista Bodoni
Giambattista (Giovanni Battista) Bodoni (Saluzzo, 1740. február 16. – Parma, 1813. november 29.) olasz nyomdász és betűmetsző volt, ő alkotta meg a ma is ismert Bodoni betűtípust.

## Élete és munkássága
Giambattista Bodoni 1740-ben született Saluzzóban. Édesapja nyomdász volt, aki fiatal korában a mesterségre tanította. 1758-ban Constantino Ruggeri apát támogatásával Rómába ment dolgozni a Congregazione per la Propagazione della Fede nyomdába. Ezt a műhelyt 1622-ben alapította XV. György pápa a katolikus egyházi tanok terjesztésére. Ruggeri és a nyomda prefektusának halála után elhagyja Rómát. Ekkor dönti el, hogy Angliába utazik egy új élet reményében, szerencsét próbálni. Saluzzonál azonban megállt, hogy utoljára üdvözölje családját, mielőtt Londonba megy. Ekkor fellépő hirtelen gyengélkedése miatt felhagyott az angliai utazás tervével.
Ezt követően Ferdinánd parmai herceg megbízta őt a párizsi, madridi és torinói királyi nyomdák mintájára berendezett műhely vezetésével. Eleinte a Furnier-féle betűállománnyal dolgozott, később nyomdáját betűk dolgában legelsővé tette a világon. Száznegyvennégy antikva és kurzív betűfajtája, száznyolc címszedéshez való verzálisa, sok kézírásos típusa és keleti betűfajtája volt. A legtöbbjét ő maga metszette, utolérhetetlen művészettel és pontossággal.
Bodoni könyveit nemes egyszerűség jellemzi; díszítő anyagot egyetlen könyvében sem alkalmazott. Azoknak tiszta és valódi szépségét a könyvoldalak szigorú szerkezeti felépítése, a betűk vékony és vastag vonalainak váltakozásából kialakuló ritmikus nyugalma, a címlap és a belső címsorok tökéletes arányai, az oldalak nyomtatott felületeinek a fehér margókkal alkotott esztétikus összképe, és végül az egyszerű, tolakodó igényesség nélküli, művészi kötés adja meg.
Amíg élt, fejedelmi pártfogói kitüntetésekkel és bőkezű ajándékokkal halmozták el. Parma hercege nemesi címet adományozott neki, és megkapta a „spanyol király udvari nyomdásza” címet. 1804-ben tiszteletére emlékplakettet öntöttek. Napóleon a francia klasszikusok kiadásával szerzett érdemei elismeréséül, közvetlenül halála előtt, a becsületrend keresztjével tüntette ki, s ugyanakkor 18000 frank tiszteletdíjat adományozott neki. Halála után szobrát a római Pantheonban állították fel. Szülővárosa, Saluzzo, 1872-ben szobrot emelt emlékére.
Idegen ábécéket is tartalmazó gazdag betűkészletét még 1806-ban bemutatta a 155 nyelvű Miatyánk-összeállításban.
Il manuale tipografico azaz A nyomdászat kézikönyve című munkája 1788-ban jelent meg két kötetben, s az összes maga készítette betűfajtákat tartalmazza.

## Il manuale tipografico

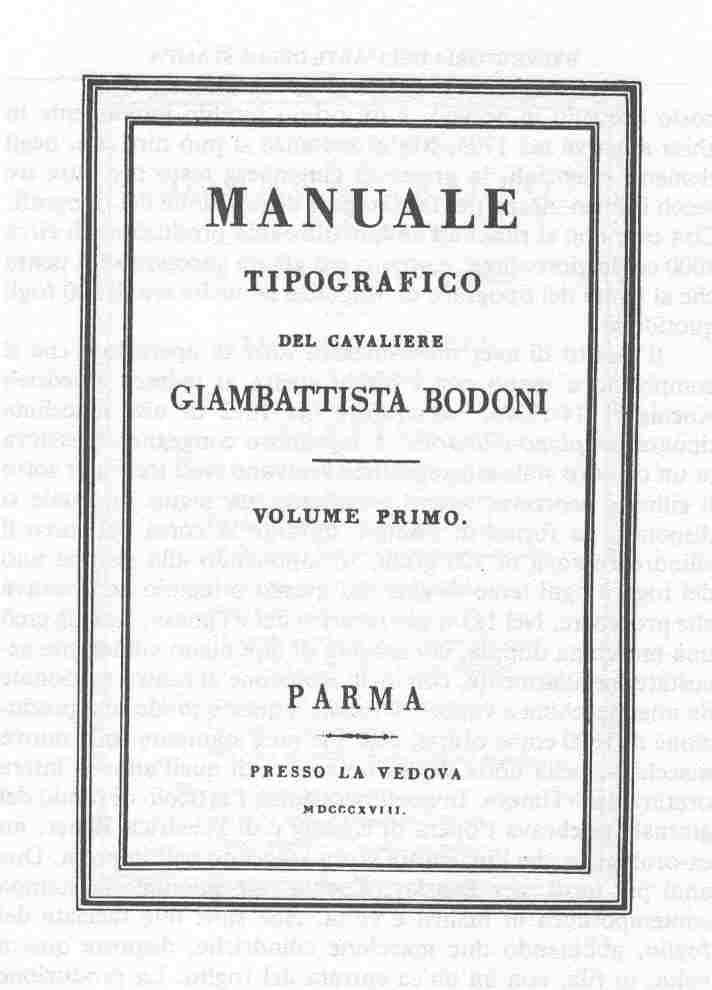
Il manuale tipografico címlapja

A mű több mint 600 metszetet, latin és egzotikus betűket, valamint nagyon sok nyomdai cifrát és záródíszt tartalmaz. A könyv nem tekinthető a kor legfontosabb nyomdászati munkájának, mégis benne találjuk meg az első modern karaktereket. Ezek legalább annyira kifinomultak, mint a John Baskerville által rajzolt betűk, ám nem annyira merevek, mint a Firmin Didot által tervezettek A mű másik nagy érdeme az az esztétikai összhang, amely mind a mai napig a nyomdatermékek követendő példájául szolgál.
A Manuale bevezetőjében Bodoni részletesen tárgyalja azokat az alapelveket, amelyek egy szép nyomdai karakterkészletet meghatároznak: a vonalvezetés egységessége, a metszés tökéletessége, az aprólékos csiszolás, az elegancia és egyszerűség.
Bodoni nagy csodálója volt John Baskerville-nek és részletesen tanulmányozta Pierre-Simon Fournier valamint François Ambroise Didot betűterveit. A tőlük nyert ihlet ellenére azonban kétségtelenül felismerhető saját stílust fejlesztett ki. Manapság a parmai Bodoni Múzeumban több mint 25.000 eredeti patricát őriznek.

## Fontosabb művei

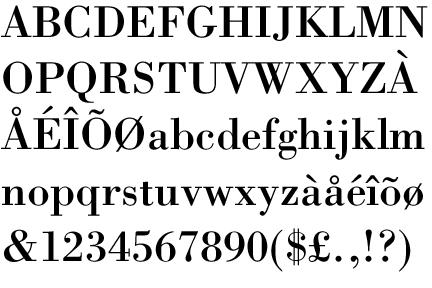
Bodoni betűi

- Epithalamia exoticis linguis reddita (1775)
- Anakreon (1784)
- Horatius (1791)
- Vergilius (1793)
- Poliziano (1795)
- La Gerusalemme Liberata (1806)
- Homérosz (1805)
- Il Bardo della Selva Nera del Monti (1806)
- Descrizione del Foro Bonaparte (1806)
- l'Oratio Dominica (1806)
- Iliasz (1808)
- Télémaque Fénelon (1812)
- Il Manuele Tipografico (1818)

## Szakirodalom
- Fritz Funke: Könyvismeret Budapest: Osiris, 2005
- Várkonyi Nándor: Az írás és a könyv története Széphalom Könyvműhely, 2001
- Novák László: A nyomdászat története Budapest : Világosság Nyomda, 1927-1929

## Külső hivatkozások
- https://web.archive.org/web/20080929104337/http://www.storiadellastampa.unibo.it/bodoni.html
- http://www.bibliotecheoggi.it/1995/19950806101.PDF
- http://www.mb-museobodoniano.it/index-flash.htm
- http://www.mb-museobodoniano.it/Bibliografia.pdf